# Placospongia
Placospongia is een geslacht van sponsdieren uit de klasse van de Demospongiae (gewone sponzen).

## Soorten
- Placospongia anthosigma (Tanita & Hoshino, 1989)
- Placospongia caribica Rützler, Piantoni, Van Soest & Diaz, 2014
- Placospongia carinata (Bowerbank, 1858)
- Placospongia cristata Boury-Esnault, 1973
- Placospongia decorticans (Hanitsch, 1895)
- Placospongia intermedia Sollas, 1888
- Placospongia melobesioides Gray, 1867
- Placospongia mixta Thiele, 1900
- Placospongia santodomingoae Becking, 2013